# گونار گابریلسون
گونار گابریلسون (سوئدی: Gunnar Gabrielsson؛ ۱۷ ژوئن ۱۸۹۱ – ۲۹ مارس ۱۹۸۱) ورزشکار ورزش تیراندازی اهل سوئد بود. وی در بازی‌های المپیک تابستانی ۱۹۲۰ شرکت داشت.
وی در مسابقات کشوری و بین‌المللی در مجموع برندهٔ ۱ مدال نقره شده‌است.